# Festival Internacional de la Cultura de Boyacá 1973
Es la 1.ª edición del Festival Internacional de la Cultura de Boyacá. En esta primera edición se llamó Semana Internacional de la Cultura, cambiando al nombre actual en la 8.ª edición. Artistas de 15 países participaron en el evento.

## Participantes
| País participante   | Arte | Artista-Evento |
| ------------------- | ---- | -------------- |
| Alemania Occidental |      |                |
| Austria             |      |                |
| Brasil              |      |                |
| Canadá              |      |                |
| Chile               |      |                |
| Colombia            |      |                |
| El Salvador         |      |                |
| España              |      |                |
| Estados Unidos      |      |                |
| Reino Unido         |      |                |
| Italia              |      |                |
| Japón               |      |                |
| México              |      |                |
| Unión Soviética     |      |                |
| Venezuela           |      |                |